# زنبق الليل المعطر
ألوكاسيا أودورا ، المعروفة أيضًا باسم زنبق الليل المعطر ، أو القلقاس الآسيوي أو أذن الفيل العملاقة المنتصبة ، هي نوع من النباتات المزهرة الأصلية في شرق وجنوب شرق آسيا (اليابان والصين والهند الصينية وآسام وبنجلاديش وبورنيو وتايوان). ، يتم استخدامها تقليديا كدواء لعلاج نزلات البرد الشائعة في فيتنام.

## وصف

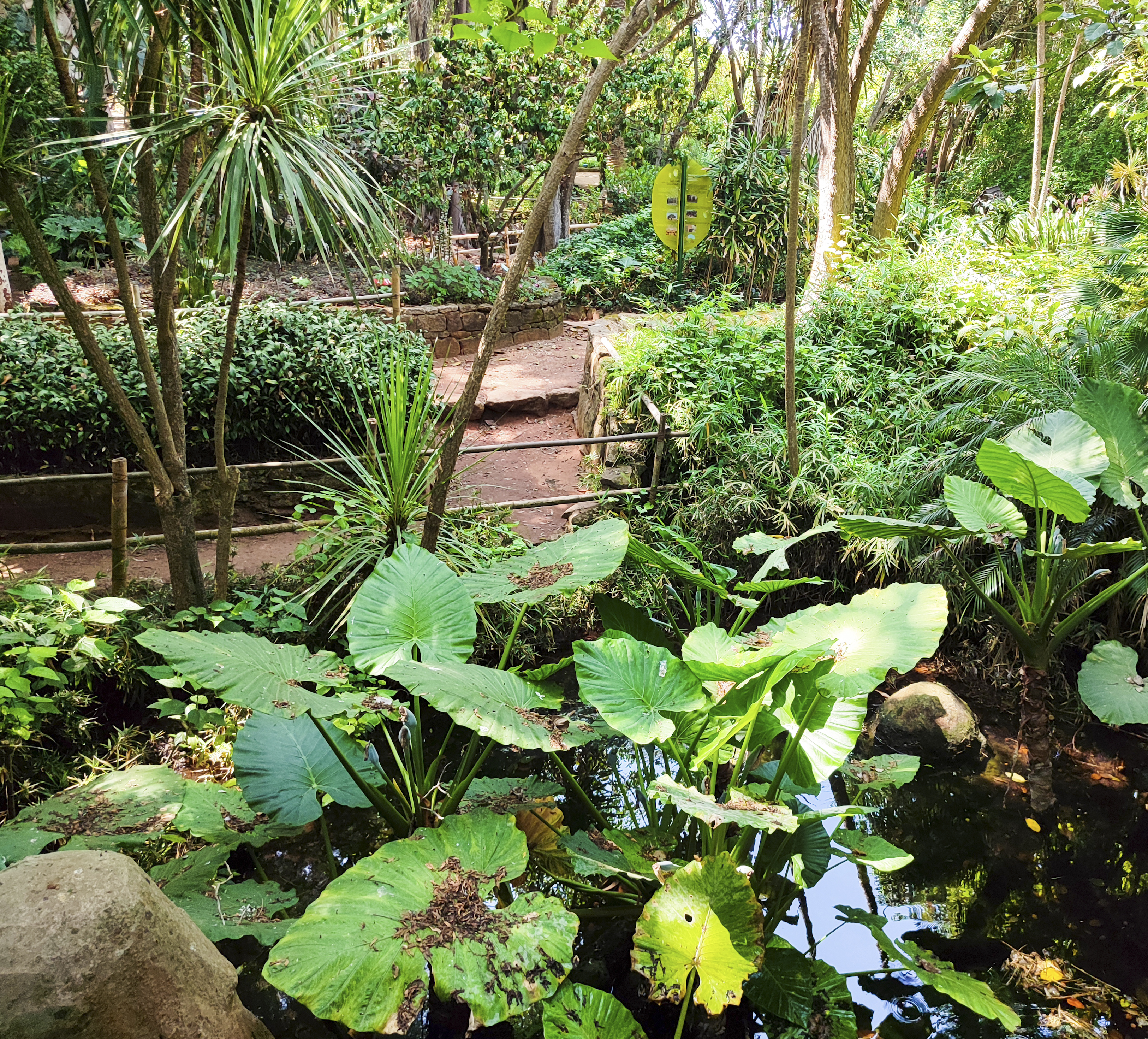
زنبق الليل المعطر من الحدائق العجيبة لبوقنادل.

ينمو هذا النوع من الزنبق لارتفاع يتراوح بين 0.5 و1.6 متر، أو ما يزيد قليلاً عن 5 أقدام، مع درنات يتراوح قياسها بين 4 سم و10 سم في القطر و3-5 سم عرضًا. الأوراق كبيرة على شكل دمعة، بيضاوية الشكل، ذات لون أخضر فاتح. يبلغ طول عنق النبات من 0.3 إلى 1.0 متر، مع أجزاء سفلية ملتفة حول الساق. 

## الاستخدامات
تُستخدم أوراق وسيقان هذا النبات كخضار خضراء في مطابخ جنوب شرق آسيا ، وغالبًا ما تُستخدم لإضفاء نكهة على الحساء أو الأطباق المقلية. لا ينبغي أن تؤكل الأوراق والسيقان نيئة. في بعض الأسواق الآسيوية، عادة ما يتم تقشيره وغليه ليتم بيعه مجمداً، أو معبأ في سوائله الخاصة، أو معلباً.
ومع ذلك، فإن النبات غير صالح للأكل عندما يكون نيئًا، وقد يسبب إزعاجًا في الجهاز الهضمي، بسبب تكوين أوراقه التي تغطيها بلورات أكسالات الكالسيوم المجهرية. يمكن أن يؤدي تناول أوراق الأرويد غير المطبوخة جيدًا إلى ظهور العديد من الأعراض غير المريحة، وتتراوح الآثار الجانبية من الشعور بالحكة الحادة في المريء، إلى آلام البطن، والهبات الساخنة والباردة، والغثيان والقيء. ومع ذلك، على غرار نبات القلقاس المأكول، يتم أحيانًا غلي الجعثن (بصيلة الجذر) وهرسها مثل البطاطس. كما هو الحال مع المواد النباتية الخضراء، لا ينبغي أيضًا استهلاك الدرن نيئًا أو غير مطبوخ جيدًا. في اليابان، هناك العديد من حالات التسمم الغذائي بسبب الاستهلاك العرضي. حذرت وزارة الصحة والعمل والرفاهية من تناول هذ النبات.
تعتبر أوراق هذا النبات نموذجية للطهي، على الرغم من سميتها إذا تم تحضيرها بشكل غير صحيح، فهي غنية بالفيتامينات والمعادن، بما في ذلك الثيامين والريبوفلافين والحديد والفوسفور والزنك . بالإضافة إلى ذلك، فهي مصدر جيد جدًا لفيتامين ب 6 ، وفيتامين ج ، والنياسين ، والبوتاسيوم ، والنحاس ، والمنجنيز . تحتوي درنات القلقاس على نسبة عالية جدًا من النشا، في حين أنها أقل نشوية إلى حد ما من البطاطس، وتعتبر مصدرًا جيدًا للألياف الغذائية. قد يكون حمض الأكساليك موجودًا في الدرنة، وإن كان بكميات ضئيلة.

## التصنيف
تمت تسميةزنبق الليل المعطر بهذا الاسم بسبب أزهارها التي تنتج رائحة قوية بشكل خاص في الليل. يتم وصف الرائحة أحيانًا بأنها لطيفة. 